# إم آند إمز

إم آند إمز بشيكولاتة الحليب

إم آند إمزهي قطع حلوى على شكل أزرار صغيرة، تنتجها شركة مارس، وسُميت بهذا الاسم لإنه الحروف الأولى من أسماء السيد فورست مارس من شركة مارس، والسيد بروس موري من شركة هيرشي للشيكولاتة، واللذان تعاونا في إنتاجها، وقطع الحلوى جميعها زينت بطباعة حرف إم (m) صغير عليها وبداخلها أنواع مختلفة من الحشو، منها شيكولاتة الحليب، والشيكولاتة الغامقة، والكرسب، والشيكولاتة بالنعناع، وحبات اللوز، والشيكولاتة بالبرتقال، وجوز الهند، وقطع بسكويت البريتزل، والكرز البري، والقرفة، وتوت العليق، وزبد الفول السوداني. وتقع شركة إم آند إمز في الولايات المتحدة وتباع الآن في حوالي 100 دولة حول العالم، ولها ألوان مختلفة.

كانت الحشوة الأصلية للإم اند امز الشوكولاتة بالحليب والتي ادخلت عليها تغييرات أخرى أطلق عليها بالتشكيلة البسيطة. فأول نوع دائم ظهر من أنواع الإم اند امز كان الام اند امز بالفول السوداني والذي هو عبارة عن حبة فول سوداني مطلية بشوكولاتة الحليب ومغطاة بقشرة ٍ من الشوكولاتة. وبعد ذلك، ظهرت العديد من الأنواع المختلفة بعضها دائمة ومنتشرة، حيث ظهرت بعدة ألوان والبعض منها تغير مع مرور الزمن. استلهمت فكرة هذه الحلوى المغلفة بالشوكولاتة من طريقة تسمح للجنود بحمل الشوكولاتة معهم دون أن تتعرض للذوبان، فكان شعار الشركة الأبدي هو «تذوب في فمك وليس في يدك». يبلغ وزن شوكولاتة الحليب الأصلية من ام اند امز ما يقارب ال 0,19 جرام أي 0,032 اونصة، وتبلغ طاقتها الغذائية 4,7 سعرة حرارية ونسبة الدهون فيها 1,7 سعرة حرارية.

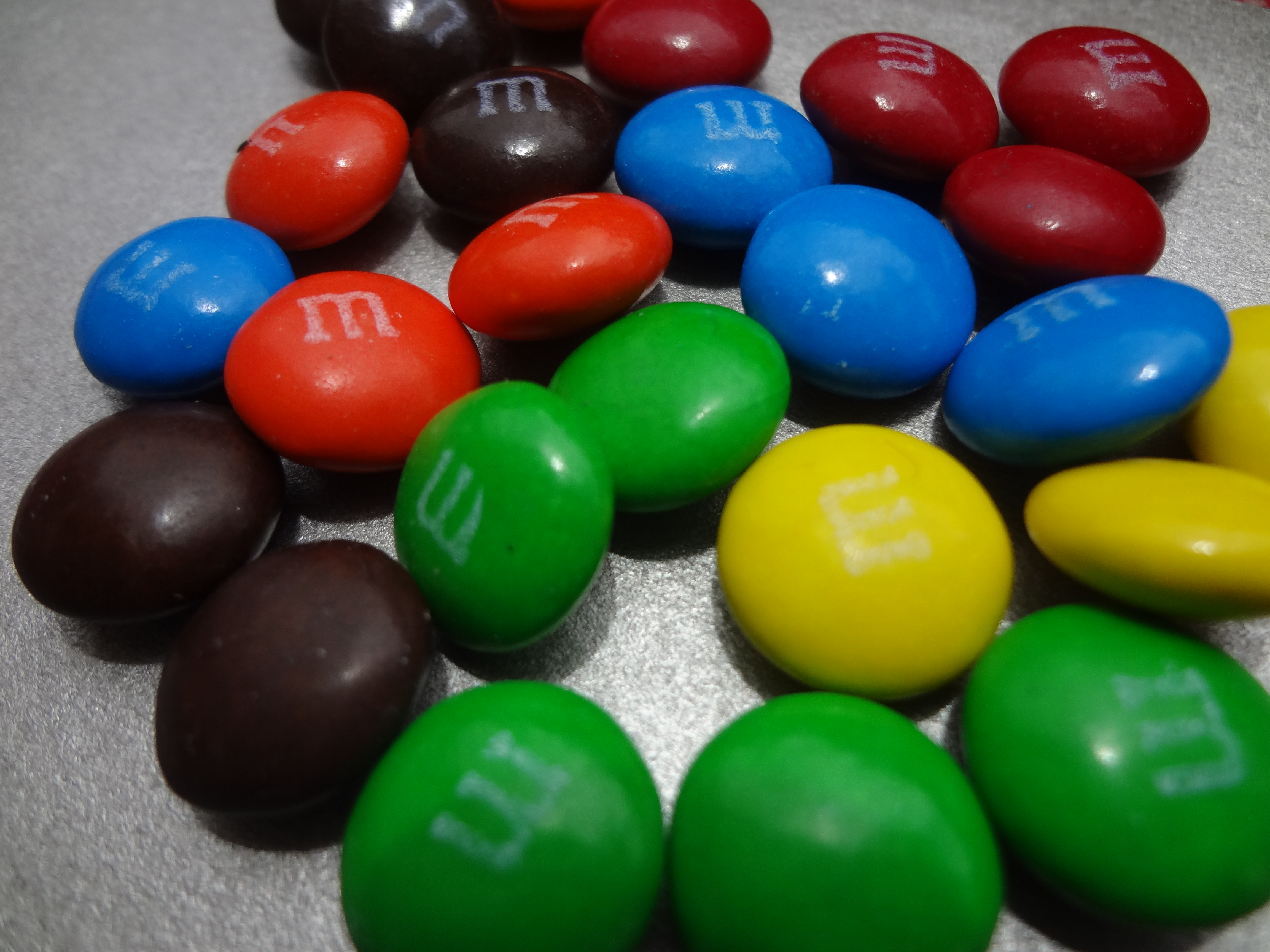
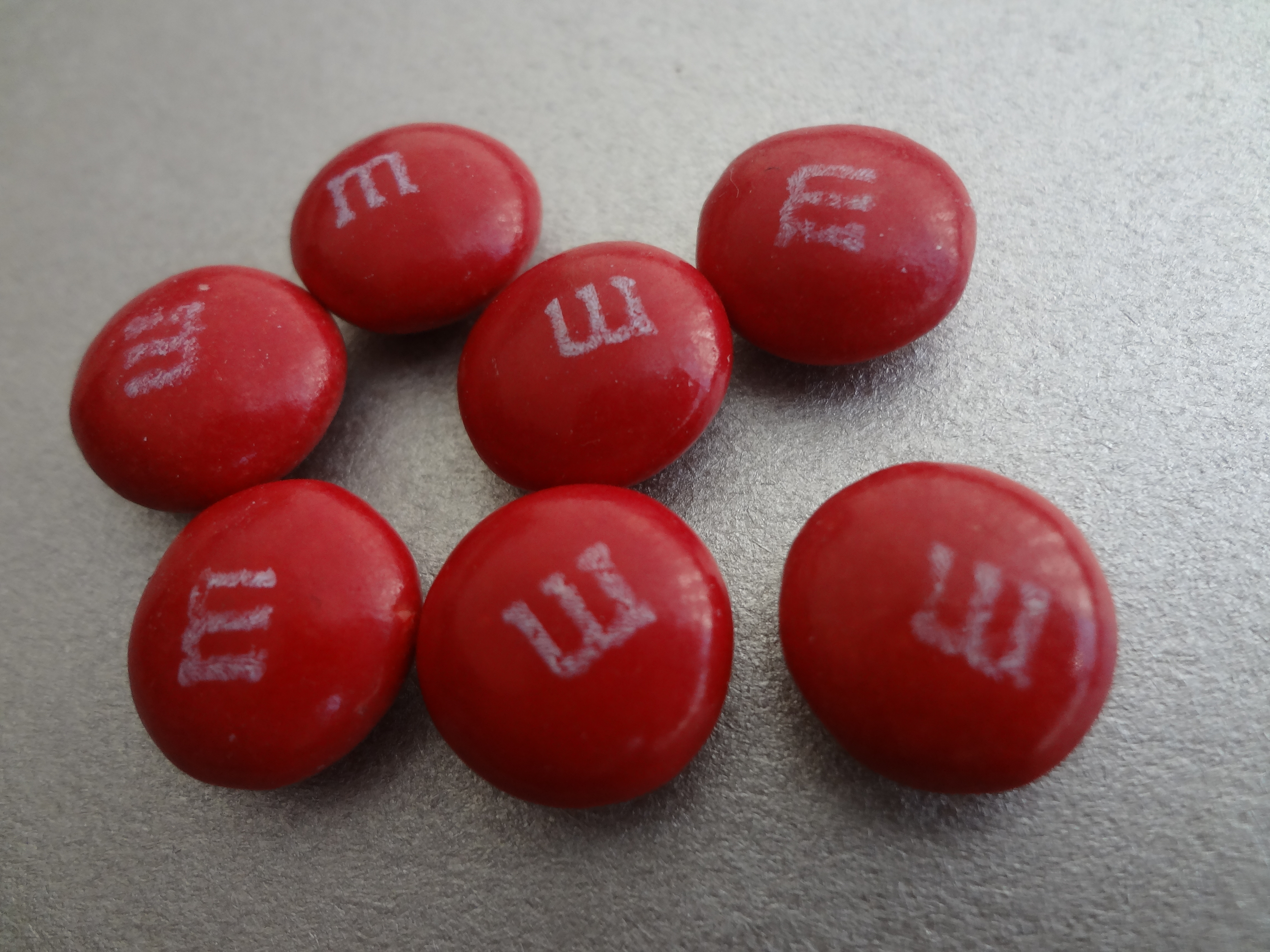
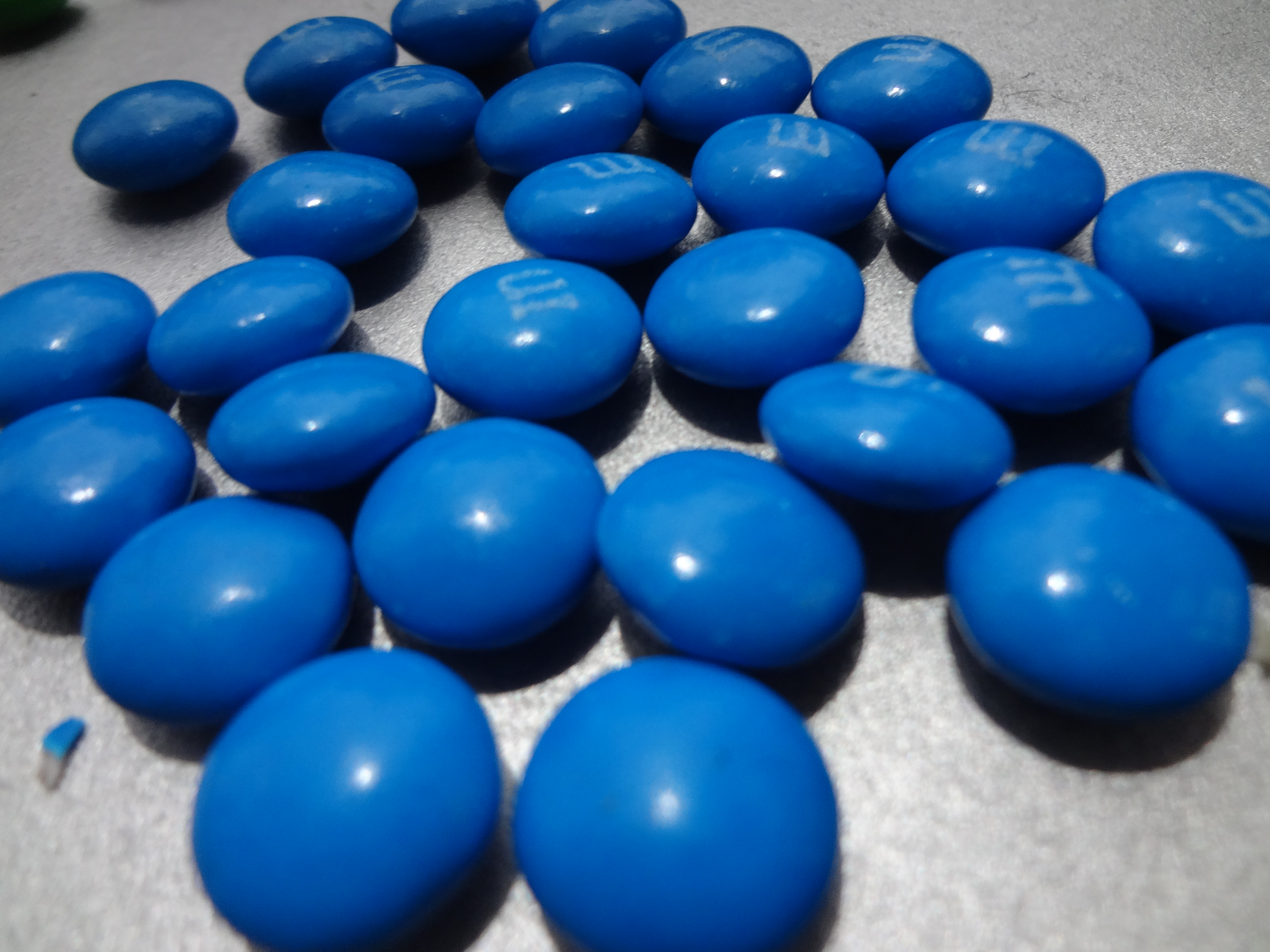
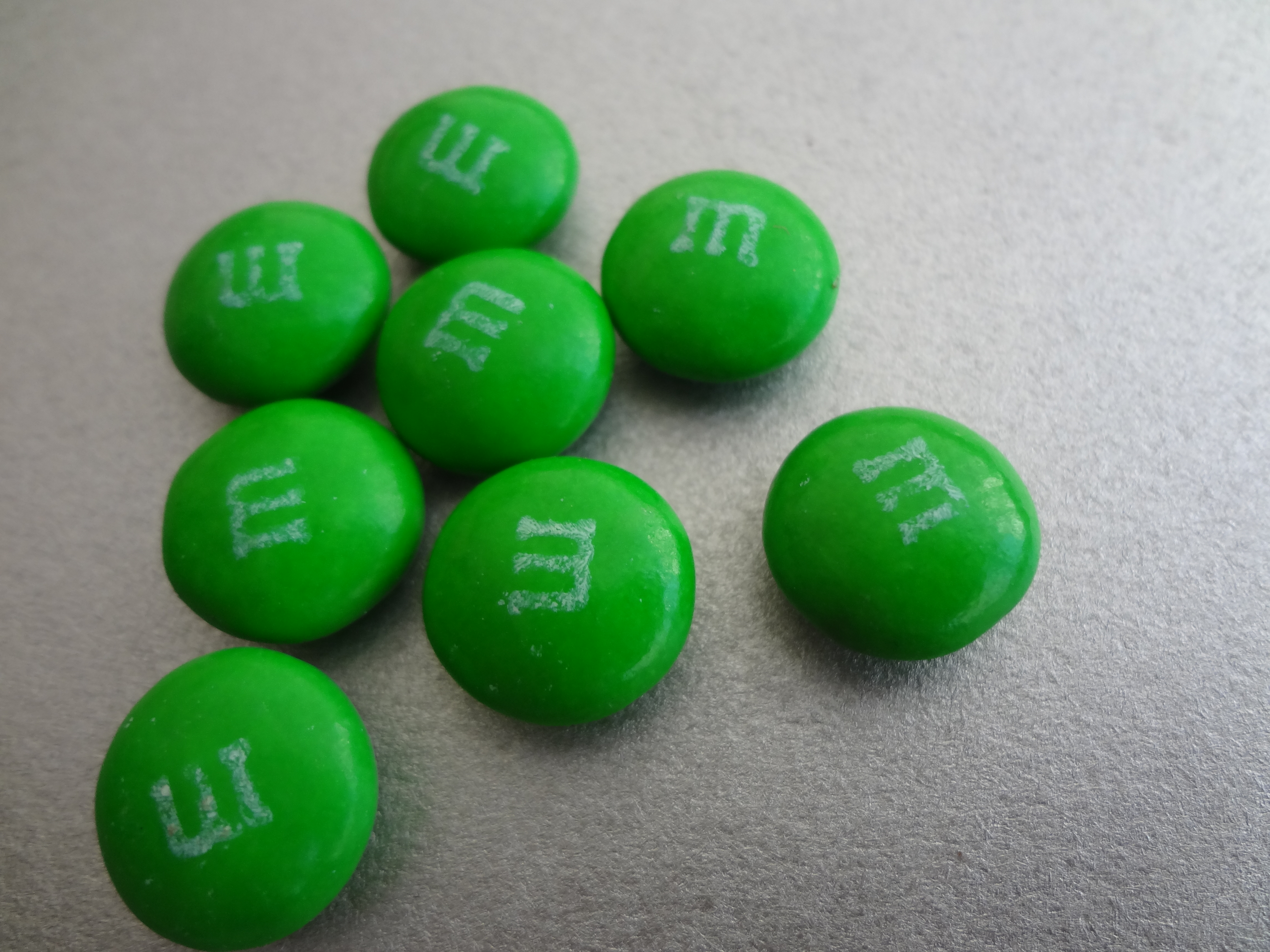

## تاريخ الشوكولاتة
نشأت شوكولاتة الحليب الأصلية من ام اند امز في عام 1941.
Forrest Mars, Sr.حيث استوحى فورست مارس ابن مؤسس شركة مارس فرانك مارس فكرة الشوكولاتة في عام 1930 خلال الحرب الأهلية الإسبانية عندما رأى الجنود يأكلون كريات شوكولاتة سمارتيز البريطانية ذات القشرة الملونة والتي يطلق عليها صانعو الحلوى بالقشرة صعبة الذوبان والتي اساسها شراب السكر الصلب الذي يحيط داخل الشوكولاتة ويحفظها من الذوبان. بدء إنتاج الشوكولاتة في عام 1941 بمصنعٍ في مدينة نيوارك بولاية نيوجرسي في جادة كلينتون هيل في بادجر افنيو رقم 285 وحصل مارس على براءة الاختراع في الثالث من شهر مارس من نفس السنة لصالح جهده الخاص، وكانت الشركة بالأصل مقتصرة على الإم اند امز. حرفي الM في ام اند امز تمثل مؤسس شركة نيوارك فورست مارس وبروس موري ابن صاحب شركة هيرشي الرئيس ويليام موري والذي يمتلك حصة مقدارها 20 في المئة من المنتج وبما ان شوكولاتة هيرشي كانت هي المتحكمة بحصص الشوكولاتة في ذلك الوقت ادى هذا الإتفاق بالسماح لشوكولاتة ام اند امز بأن تُصنّع معها.
و بسبب كثرة الطلب على الشوكولاتة خلال الحرب العالمية الثانية ادى ذلك إلى تزايد في عملية الإنتاج مما دفع المصنع للانتقال إلى اخر ذو مساحةً أكبر في ولاية نيوجيرسي بمدينة نيوارك في الشارع الثاني عشر من نورث 200 ومن ثم انتقل الإنتاج إلى مصنعٍ أكبر في مدينة هاكتستاون في عام 1958. وخلال فترة الحرب كان بيع الشوكولاتة محصوراً على القطاع العسكري فقط.
أما بالنسبة لشوكولاتة الام اند امز بالفول السوداني فقد نشأت في عام 1954
و في عام 1950, طبع حرف M باللون الأسود على قشرة الشوكولاتة لتزويدها بعلامةٍ تجاريةٍ مميزة ومن ثم تم تغييرها إلى اللون الأبيض في عام 1954.

### من عام 1980 إلى العام الحالي
نشأت شركة ام اند امز بشكل عالمي في استراليا وكندا وأوروبا وهونغ كونغ واليابان وماليزيا والمملكة المتحدة.
على الرغم من انه تم تسويقها ومن ثم سحبها في 1960 الا ان الأم اند امز باللوز عادت إلى الأسواق مجددا في عام 1988 في اطلاقة محدودة وظهرت فقط في عيد رأس السنة وعيد الفصح ومن ثم أصبحت دائمة في عام.1992
وايضا في عام 1986 اطلقت الام اند امز في اجازات رأس السنة وعيد الفصح حيث تحتوي شوكولاتة عيد الفصح على رموز متعددة على قشرة ملونة من الباستيل تأخذ شكل الارنب والصوص والبيض اما بالنسبة لشوكولاتة راس السنة فاحتوت على شجرة الصنوبر وجرس وشموع على قشرة باللون الاحمر والاخضر بنكهة النعناع. وفي عام 1993 تم استبدال رموز الأعياد بعلامة تجارية والتي هي M.
و من ثم ظهرت شوكولاتة الام اند امز بالفول السوداني في عام 1991 بحيث تحتوي حشوة الشوكولاتة على الفول السوداني وبنفس لون غيرها من العلامات التجارية واعتباراً من عام 2013 تم تقليل حجم شوكولاتة الام اند امز قليلاً.
أنتجت شركة مارس في عام 1996 ام اند امز مصغرة والتي توضع في علب بلاستيكية طولية بدلا من الأكياس الورقية.
و من ثم ظهرت شوكولاتة الام اند امز بالفول السوداني في عام 1999 والتي كانت أكبر حجماً من شوكولاتة الحليب العادية ومحشوة بالبسكويت المقرمش وفي عام 2005 تم توقيف إنتاجها في الولايات المتحدة واستمر تصديرها في أوروبا وو دول جنوب شرق اسيا وفي الثاني من شهر أكتوبر عام 2014 أعلن بأن الشوكولاتة المقرمشة ستعاود انتاجها في أمريكا في شهر يناير لعام 2015.
و اُدخلت الام اند امز في شهر يناير من عام 2001 على خمسة أسواق مع الدخول السكان من الأصل اللاتيني في: مدينة لوس انجلوس ومدينة سان دييغو في ولاية كاليفورنيا وسان دييغو وميامي وفلوريدا وفي مدن ماكلين وبراونزفيل وسان أنطوكيو من ولاية تكساس. لم تحظى الشوكولاتة المقرمشة من ام اند امز على رواج المجتمع اللاتيني حيث كانو يفضلون الأنواع السابقة لذلك تم ايقاف انتاجها في معظم هذه المناطق في بدايات عام 2003.
و من ثم ظهرت شوكولاتة الام اند امز بالكعك المملح في عام 2010 تحتوي الحشوة الداخلية على الكعك المملح والمقرمش مغطى بقشرة من الشوكولاتة وحجمها مقارب لحجم شوكولاتة الفول السوداني ولكنها تميل إلى الشكل الكروي.
وفي عام 2013 تم إعادة إنتاج لوح الشوكولاتة من ام اند امز حيث كان أول ظهور لها في عام 2004 وتم تسميتها ب M-Azing.
و من ثم ظهرت شوكولاتة الام اند امز ميغا في عام 2014 والتي قد صدرت قبل ذلك مروجة لفيلم Shrek والتي لقبت ب „ogre sized M&M‘s“في عام 2007.
تم إعادة إصدار إم اند امز المقرمشة في الولايات المتحدة في عام 2015 والتي ظل إنتاجها مستمراً في أوروبا واستراليا.
الأنواع:
تتكون شوكولاتة الام اند امز من الحشوات التالية:
الشوكولاتة: شوكولاتة الحليب والشوكولاتة الداكنة والشوكولاتة البيضاء.
و المكسرات: الشوكولاتة بالفول السوداني والشوكولاتة باللوز والشوكولاتة الداكنة بالفول السوداني وشوكولاتة الفول السوداني بالفراولة.
و الأعشاب والبهارات: الشوكولاتة بالنعناع والشوكولاتة بالقرفة وتوابل اليقطين والشوكولاتة البيضاء بالنعناع وشوكولاتة الأعياد بالنعناع والخبز بالزنجبيل وشوكولاتة الأرز المقرمش بالنعناع.
و الفواكه: الشوكولاتة بالبرتقال والكرز وتوت العليق وشراب الكرز وشوكولاتة الأناناسو حلوى التفاح.
و الحلوى: الكعك المملح والجاف وكعكة عيد الميلاد والشوكولاتة البيضاء بشراب الذرة والكعكة المخملية الحمراء والكعكة البيضاء بالجزر وميلك شيك الفانيلا وشوكولاتة الكراميل وفطيرة الجوز.

## التسويق
ساعد التسويق المبدع لشركة ام اند امز على توسعها وانتشارها فالرسومات المتحركة بالكمبيوتر وتجسيد كرات الحلوى كشخصيات كرتونية مثل القصص واستخدام تقنيات ذكية للترويج وبما في ذلك من إدخال نكهات والوان جديدة وتخصيص بعض البضائع، كلها ساهمت في زيادة الأعتراف بالعلامة التجارية كرمز للحلوى.
إي تي: ذا اكترا تيرستيريل (هو عبارة عن فلم خيال علمي أمريكي)
رفضت شركة مارس في عام 1982 ادراج شركة ام اند امز في الفلم الجديد لستيفن سبيلبرغ (أي تي). ذا اكترا تيرستيريل (هو عبارة عن فلم خيال علمي أمريكي). ومن ناحية أخرى قامت شركة هيرشي بأخذ هذه الفرصة للإعلان عن شوكولاتة ريسز المشابهة للام اند امز ولكنها تختلف من حيث الحشوة الداخلية والتي تحتوي على الفول السوداني وحققت نجاحا واقبالا كبيرا وازدادت نسبة المبيعات إلى حد ال300% .

### الحملات التسويقية لبناء العلامة التجارية
عُرضت شركة إم اند امز في عام 1990 في مقاطعة إيري في نيويورك بقرة مصنوعة من الألياف الزجاجية ومغطاة ب 66,000 من شوكولاتة ام اند امز والتي نقش عليها حرف ال“M“ يدوياً على كل شوكولاتة على الوجه. وفقاً للموقع الذي انشئ بواسطة مصمم البقرة مايكل ادم والذي ورد فيه بأن هذه الحيلة ساعدت شركة مارس على أن تكسب مليون دولار بالرغم من أن الإعلان كان مجاناً ويعود ذلك للتقارير التي كتبت بواسطة مجلة نيوزويك بالإضافة إلى جريدة نيويورك ويونايتد برس إنترناشونال وقناة دبليو أي بي سي وبرنامج لايف ويذ كيلي اند مايكل.
وفي عام 1995 نظمت شركة ام اند امز حملة بحيث تتيح للمشاركين اختيار بين الالوان البنفسجي والأزرق والوردي لاختيار تشكيلة جديدة للون الشوكولاتة. ومن ثم تم الإعلان في معظم البرامج التلفزيونية الإخبارية بالإضافة إلى برنامج ديفيد ليترمان الحواري وجاي لينو بأنه تم اختيار اللون الأزر كلونٍ جديد للشوكولاتة، كان لون مبنى (امباير ستيت) وهو أحد مباني الشركة مضاءً باللون الأزرق كجزء من نتائج المسابقة، وعلى الرغم من انه لم يتم الكشف عن التفاصيل المالية لهذه الصفقة ولا حتى تأثير الحملة على المبيعات إلا أن أحد تقديرات الكتب التسويقية تشير بأن الشركة جمعت ملايين الدولارات عن طريق الدعاية المجانية والحملة التي كان لها دور كبير في زيادة الوعي بالعلامة التجارية.
لقبت M&M‘sفي عام 1998 ب „الحلوى الرسمية للذكرى الألفية الجديدة“ وقد كان حرفي ال MM ترمز إلى الحروف الرومانية والتي تعني،2000 وفي هذه السنة تم إصدار إم اند امز قوس قزح وهي شوكولاتة متعددة الألوان ومحشية بعدة حشوات مختلفة.
تمت إعادة تسمية „تشكيلة ام اند امز البسيطة“ (والتي سميت في عام 1954 عند أول ظهور لشوكولاتة الام اند امز بالفول السوداني)، ب“شوكولاتة الحليب“ ، واضيفت بعض الصور للحلوى والام اند امز على اكياس التعبئة التقليدية البنية والبيضاء.

### الحملات التسويقية المشتركة
وقعت مارس للأطعمة الخفيفة في الولايات المتحدة في عام 1990 لتكون الراعية لسباقات الناسكار، واشتملت السباقات على بعض المتسابقين من شركة ام اند امز الراعية ومنهم: ايرني ايرفن (1999) وكين شريدر (2000-02) وإليوت سادلر)2003-06) وريكي رود)2007) وديفيد جيليلاند (2006-07) وكايل بوش)2008-وحتى الآن)و مايكل ماكدويل.
تم تقديم اللون الأزرق للإم اند امز في أستراليا عن طريق ترويج نادي كارلتون لكرة القدم بحيث ارتدى اللاعبون في إحدى المباريات غيرنزيز“وهو عبارة عن سترة صوفية يرتديها البحارة“ باللون السماوي في عام 1997 بدلاً من اللون الكحلي والذي يعتبر اللون الأساسي للفريق منذ علم 1870, وقد وصفت شركة مارس للأطعمة الخفيفة في عام 2010هذه الحملة بأنها أنجح حملة ترويجية قامت بها أكثر من أي وقت مضى.
قامت ام اند امز بتشغيل اعلانها ل (امباير) وذلك لربطه مع عرض الحلقة الثالثة من مسلسل (ستار وارز)في عام،2005 وقد صدر فلم (ريفينج اوف ذا سيث). وعرضت ام اند امز لأول مرة اصناف من الشوكولاتة الداكنة العادية وبالفول السوداني بعد الإعلانات التي ظهرت في مسلسل أدامز فاميلي.
و في شهر مايو من عام 2004 قامت ام اند امز بتشغيل اعلانها في فلم شريك الموسم الثاني لربطه مع صدور الفلم الجديد، وعرضت ام اند امز شوكولاتها بالحجم الكبير بحيث تبلغ65في المئة أكبر من حجم الشوكولاتة العادية بألوان فلم الغول (شريك). وقد تم بيعها في العديد من المتاجر على شكل ثيم فلم الغول (شريك).
وفي صيف 2005 قامت شركة مارس باضافة تشكيلة جديدة للام اند امز وهي (ميقا ام اند امز)، حيث ان حجمها أكبر من الام اند امز العادية بنسبة 55% وأصغر من الام اند امز ذات الحجم الكبير بنسبة بسيطة، وكانت متوفرة بنوعين هما: الشوكولاتة بالحليب والفول السوداني. وقد تم تغيير ألوان ام اند امز لألوان أقل اشراقا لتناسب المستهلكين الأكبر سناً فقد تم استبدال اللون الأخضر باللون التركوازي واللون البرتقالي باللون البيج واللون الأحمر باللون الكستنائي واللون الأصفر باللون الذهبي واللون الأزرق باللون الأزرق الرمادي والبني.
في خارج متجر الام اند امز في ساحة التايمز سكوير في مدينة نيويورك.
في شهر يوليو من عام 2006 ظهرت الإم اند امز بالشوكولاتة الداكنة من جديد في أكياس بنفسجية اللون ومن ثم وفي عام 2007 تبعتها بالظهور شوكولاتة الإم اند امز الداكنة بالفول السوداني، أيضا في عام 2006 قامت ام اند امز بتجربة الشوكولاتة البيضاء لربطها بالإعلان الذي قامت به لفلم (ذا بايرتس كاريبين)، وقد قامت ام اند امز بتقديم نكهات جديدة عن طريق المتجر الإلكتروني بالإضافة إلى عددا من مواقعها في عالم الام اند امز ومنها: „أول ذات راز“و“ايت درينن اند بي شيري“ وا داي ات ذا يسش“ واورانج يو قلاد“ ومينت كونديشن“ والموند ديليشوز“ ونت وت يو ثينك“ وكوكي مونيستر“، وفي نفس السنة قامت شركة مارس بإصدار أنواع من شوكولاتة الأرز بالنعناع في أستراليا.
يقود سيارة السباق لشركة ام اند امز والراعية لسباقات ناسكار السائق كايل بوش،
أصبحت ام اند امز أيضا في عام 2006 الشوكولاتة الرسمية لسباقات ناسكار.
أنتجت شركة ام اند امز في عام 2007 إصدار محدود لشوكولاتة بنكهة توت العليق وتمت تسميتها بحلوى شوكولاتة الرازبيري،
و قامت شركة ام اند امز في عام 2007 بصنع تمثال يبعد مسافة 50 قدم عن تمثال الحرية لبدء حملة تشجيع الأمريكيين لتصميم شخصياتهم الخاصة لإم اند امز على الموقع mms.com. بحيث يتيح الموقع للمستخدمين لبدء صنع شخصياتهم من الصفر، فلهم حرية اختيار كل شيء من اللون وشكل الشعر والاكسسوارات.
في عام 2008, ظهر اصداريين جديدين محدودين من شوكولاتة ام اند امز فالنوع الأول كان ظهوره مربوطاً لتسويق فلم (اينديانا جوناس اند ذا كينقدوم اوف كريستال سكل) وهو نوع الكرز البري، اما النوع الأخر فكان ام اند امز الأرز بالنعناع.
قامت ام اند امز ايضاً بإصدار منتج جديد عام 2008 يدعى „ ام اند امزبريميز“ وقد ظهر المنتج بخمسة أنواع هي: شوكولاتة اللوز وشوكولاتة النعناع والموكا وشوكولاتة توت العليق والشوكولاتة ذات الأنواع الثلاثة وهم (شوكولاتة الحليب والشوكولاتة الداكنة والشوكولاتة البيضاء) وتباع في كرتونات مستقيمة صغيره بداخلها كيس بلاستيكي.
شوكولاتة البريميز مغطاة بشمع الخارنوبا والألوان المضافة ولا تحتوي على قشرة من الشوكولاتة. أضيفت الشوكولاتة الداكنة في عام 2009 مستبدلة الشوكولاتة بالموكا.
خلال فترة الصيف لعام 2008 اطلقت ماي ام اند امز برنامجاً اسمته (وجوه) والذي يتيح للمستهلكين طباعة وجه الشخص الذي يحبونه على كرة الشوكولاتة على الموقع الإلكتروني mymms.com.
وفي أستراليا في شهر فبراير عام 2009 اطلقت ام اند امز ترويجاً اسمته بالألوان المتفرقة بحيث يباع كل لون من كريات الام اند امز في كيس على حده ويحتوي كل كيس على رمز للفوز بجوائز متعددة.
وفي صيف 2009 اطلقت ام اند امز اصدارا محدودا من شوكولاتة الفول السوداني بالفراولة والذي جاء بديلاً مع إصدار فلم (ترانزفورمرس). فلم ريفينج اوف ذا فالن بالإضافة إلى ذلك أطلقت ام اند امز اصداراً محدوداً من شوكولاتة الإم اند امز بجوز الهند والذي أصبح لاحقاً اصداراً دائماً في عام 2010.

### من داخل مصنع حلوى إم آند إمز
- يُمنح العمال قبعات ونظارات وسدادات للأذن وشبكات للشعر.
- مطلوب لكل من يدخل المصنع ارتداء هذا العتاد.
- يغسل جميع العاملين أيديهم أولاً رغم أنهم يرتدون قفازات بعد ذلك.
- بدأت الزيارة بالسير في ممشى ملون مميز بطلاء شخصيات على شكل حلوى “إم آند إمز”.
- ينتج مجمع “هاكيتستاون” الصناعي شوكولاتة “إم آند إمز ميلك” و”إم آند إمز مينيز” بالإضافة إلى 21 لوناً وشكلاً لمنتجات مختلفة.

تمثل هذه المرحلة الأولى أهمية كبيرة نظراً لخلط المواد الخام والمكونات الأساسية لشوكولاتة “إم آند إمز” خلالها.
تذهب الشوكولاتة بعد ذلك لمزجها في درجة حرارة مناسبة ثم تُوضع في قوالب على شكل “إم آند إمز”.
بعد ذلك، يتم إرسال الشوكولاتة عبر أنفاق التبريد لضمان أن تكون مطبوخة وجاهزة للعملية التلوين.
في كل مرحلة من المراحل الأولية، يمكن للزائرين تذوق شوكولاتة “إم آند إمز”.
يتم تبريد الشوكولاتة، وتُعطى ألوان مميزة.
تتساقط حبات “إم آند إمز” الملونة ببطء.
تضم حلوى “إم آند إمز” عدة ألوان منها الأحمر والأخضر والبني والبرتقالي، والأزرق الذي يعد اللون الأحدث حيث طرح لأول مرة عام 1995.
بالنسبة لحبات الفول السوداني، يتم تحميص البذور أولاً ثم يتم رشها بالشوكولاتة ثلاث مرات.
يتم صناعة ملايين الحبات من هذه الشوكولاتة، وتقدر مساحة المصنع بحوالي 140 ألف متر مربع، وتظهر رائحة المنتج بشكل نفاذ.
هناك العديد من المراحل التي يتم خلالها إنتاج هذه الحلوى لا يمكن للجميع الاطلاع عليها في المصنع نظراً للسرية المفروضة. على سبيل المثال، فإن الجميع يريد أن يعرف كيف يتم وضع حرف “M” على الحبات، لكن هذا لا يزال أمر سري.
بعد نقش حرف “M” على كل وحدة، يتم تغليفها وشحنها للمتاجر.
تتميز هذه الشوكولاتة بمذاقها الذي لم يتغير منذ إنتاجها لأول مرة عام 1941.
من أول مرحلة حتى التغليف والتعبئة النهائية، يستغرق الأمر من 10 إلى 12 ساعة لإنتاج كيس من هذه الحلوى.

## أضرار شوكولاتة ام اند امز
قام العديد من الناس بالتوقيع على عريضة يتحتم بموجبها صناع ام اند امز بجعل منتجاتهم أكثر أمانا.
خاصة إذا علمنا أن ارباحهم السنوية تتجاوز 27.4 مليون دولار.
وبطبيعة الحال، فلا أحد يتوقع أن تكون هذه الشوكولاته مضرة صحيا إلى هذه الدرجة.
في عام 1976، تم حظر استخدام الصبغ الأحمر من مكونات الطعام بعد ان اكتشف العلماء بأنه مادة مسرطنة. وقد كان هذا هو لون الشوكولاتة الرئيسي المستخدم لشركة ام اند امز. لسوء الحظ، تجاهلت الشركة هذا الأمر .كما أنها لم تستجب لتوصية ادراج بطاقات تحذير على جميع المنتجات الغذائية التي تحتوي على الوان صناعية.

### الألوان الأصطناعية
- اللون الأزرق رقم 1- وهو مرتبط بنمو الورم الخبيث في دراسات اجريت على الفئران وكذلك مشاكل انخفاض ضغط الدم، الربو، وردود الفعل التحسسية.
- اللون الأزرق رقم 2 – وهو  مرتبط أيضا بنمو الورم، ونمو غير طبيعي للخلايا، مع فرط النشاط عند الأطفال.
- اللون الأحمر رقم 40 – مرتبط بالسرطان، تلف الحمض النووي، تورم حول الفم، وفرط النشاط.
- اللون الأصفر رقم 5 – حساسية الغذاء، فضلا عن الروابط المحتملة للسرطان والمشاكل السلوكية العدوانية.
- اللون الأصفر رقم 6 – يرتبط بالإسهال القيء، الصداع النصفي، الحساسية، فرط النشاط والسرطان.

### الليسيثين الصويا
تستخدم هذه المادة الكيميائية عادة في صناعة جميع الأغذية لإطالة العمر الافتراضي للمنتجات الغذائية. وهي قائمة على فول الصويا المعدل وراثيا. ليكون آمنا للاستهلاك على المدى الطويل، ولكن بعض الشركات، مثل مونسانتو، التي تستخدم التكنولوجيا المعدلة وراثيا للسماح لمحاصيلها على تحمل أنواع المبيدات وغيرها من المواد الكيميائية دون أي ضرر.وبالتالي فان المستهلك في نهاية المطاف يقوم بتناول بقايا هذه المواد الكيميائية. بالإضافة إلى قضية التعديل الجيني والمواد الكيميائية السامة، يرتبط الصويا بزيادة خطر الإصابة بسرطان الثدي والخصوبة ومشاكل الإنجاب، وربما القضايا المعرفية والسلوكية. فمن الأفضل تناول الوجبات التي تحتوي على المكونات العضوية والطازجة، كلما كان ذلك ممكناً.

### مكونات ام اند امز تسبب الالتهابات
بالإضافة للألوان واالمنكهات فان المكونات الرئيسية وحدها لها آثار سلبية جدا على الجسم. كالحليب والسكر المكرر (الذي بدونه لا يمكنك تناول شوكولاته الحليب) ومن المعروف ان السكر المكرر يسبب التهابات عديدة في الجسم. بما في ذلك النفخة والغازات التي دائما مايعاني منها كل من يتناول منتجات ام اند امز، هذه المكونات تؤثر على الجهاز الهضمي على المدى البعيد، تؤدي إلى مضاعفات ممكن ان تكون خطيرة مثل الإصابة بالاكتئاب، مشاكل الأمعاء المختلفة وحتى السرطان. كذلك فان الشوكولاته العضوية أو الكاكاو سيكون لها في الواقع تأثير معاكس. فهي غنية بالمواد المضادة للاكسدة، وسوف تساعد الجسم على محاربة الأضرار الناجمة عن التهابات الجسم .لكن الأكثار من الكاكاو يسبب اعراض سيئة أخرى كالسمنة ومشاكل السمنة. عدا عن تسوس الأسنان ومشاكل اللثة التي تحصل عند الأطفال. لذلك ننصح الجميع بعدم تناول هذه المأكولات التي تسبب العديد من المشاكل الصحية ليس فقط على المدى القريب بل وعلى المدى البعيد أيضا.

## هل ام اند امز حلال!؟
قالت شركة ام أند امز العالمية ممثلة في فرعها ببريطانيا أن منتجاتها من الحلويات غير متوافقة مع نظام الحلال الخاص بأطعمة المسلمين حول العالم حيث تحتوي على مشتقات حيوانية (دون أن تحددها) يمكن ملاحظتها في المنتج النهائي.
جاء ذلك بالحساب الرسمي للشركة البريطانية بموقع «تويتر» ردا على حد المستهلكين من أفغانستان الذي سأل: هل منتجات ام أند امز حلال؟  (?question: are M&Ms Halal).
وسبب رد الشركة صدمة كبيرة للمسلمين حول العالم خاصة المقيمين في الدول الأوروبية وأميركا الذين يبحثون عن كل ما هو «حلال» في الطعام والشراب تنفيذا لتعاليم الدين الإسلامي الحنيف.